# Pondori
Pondori è un comune rurale del Mali facente parte del circondario di Djenné, nella regione di Mopti.
Il comune è composto da 6 nuclei abitati:
- Djera
- Gomitogo (centro principale)
- Koba
- Kobassa
- Noina
- Siroumou